# Marvel Rising
Marvel Rising ist ein Story-übergreifendes Franchise von Marvel Animation.
Die animierten Werke basieren auf Figuren, die in den von Marvel Comics veröffentlichten Comics erscheinen. Das Franchise umfasst einen Fernsehfilm, Kurzfilme und Comics. Im Mittelpunkt der Serie stehen die Secret Warriors, ein Team von Superhelden im Teenageralter, die ihre Kräfte bündeln.
Marvel Rising ist auf Disney+ verfügbar.